# Saïd Akl
Saïd Akl (àrab: سعيد عقل, Saʿīd ʿAql) (Zahlé, Líban, 4 de juliol de 1912 - Beirut, Líban, 28 de novembre de 2014) va ser un poeta libanès.
Durant els seus primers anys, Akl formava part del Partit Social Nacionalista Sirià dirigit per Antoun Saadeh. Finalment en fou expulsat pel mateix Saadeh a causa de conflictes ideològics irreconciliables.
Akl va adoptar una doctrina sobre el suposat caràcter mil·lenari autèntic del Líban, amb un sentit exaltat de la dignitat libanesa. La seva admiració per la història i la cultura libaneses va estar marcada per una forta oposició a una identitat àrab del Líban. L'any 1968, va declarar que la llengua àrab literària desapareixeria del Líban.
Saïd Akl era cristià. Sostenia que els libanesos no són pas àrabs, sinó fenicis. Va elaborar una transcripció del dialecte libanès en caràcters llatins. Va ser també l'ideòleg del Partit dels Guardians dels Cedres, fundat per Étienne Sacr i que va tenir un paper actiu durant la Guerra Civil del Líban.